# Diecezja pilzneńska

Herb diecezji pilzneńskiej

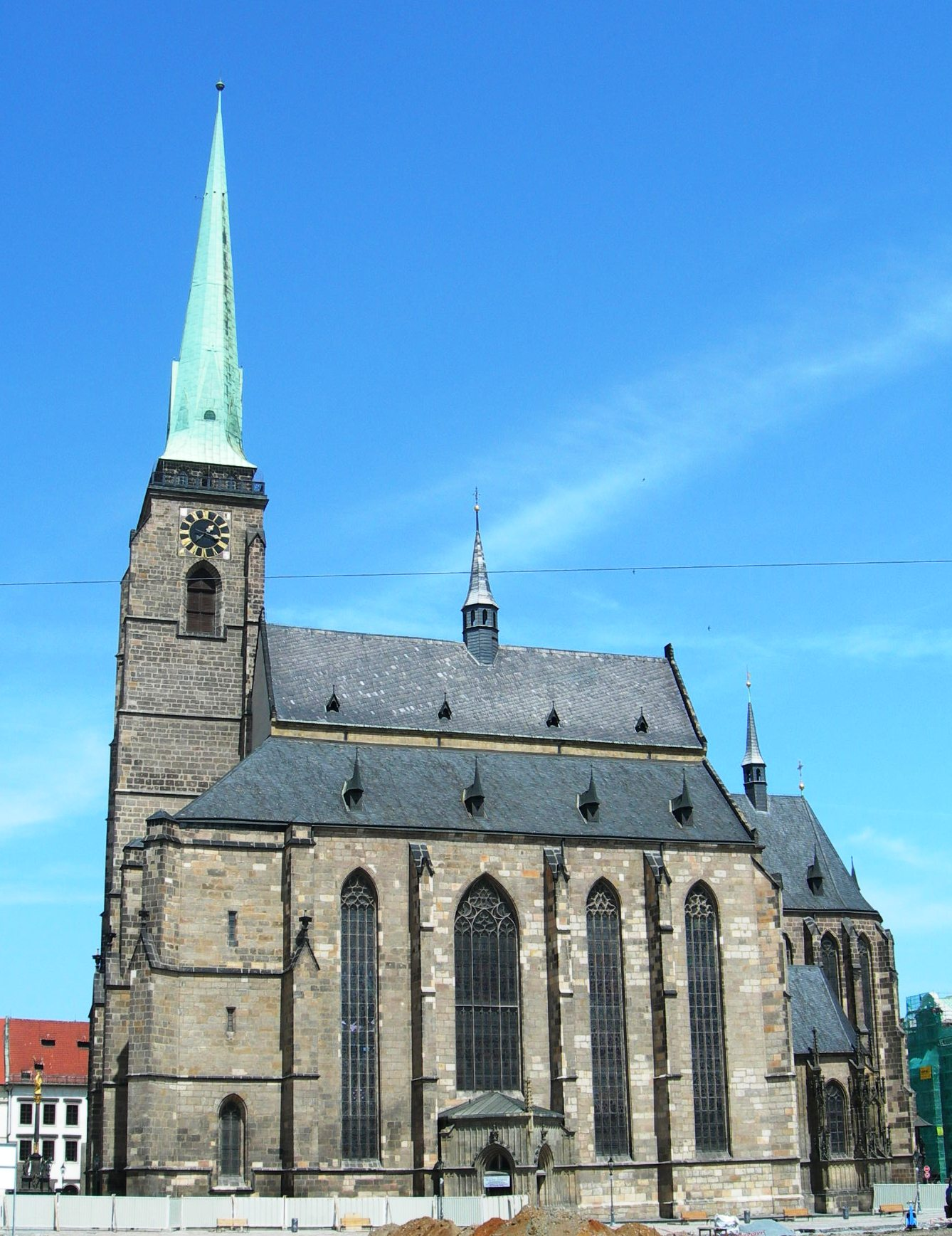
Katedra w Pilźnie

Diecezja pilzneńska (łac.: Dioecesis Pilznensis, cz.: Diecéze plzeňská) – katolicka diecezja czeska położona w zachodniej części kraju, obejmująca swoim zasięgiem terytorium krajów: pilzneńskiego i karlowarskiego. Siedziba biskupa znajduje się w katedrze św. Bartłomieja w Pilźnie.

## Historia
Diecezja pilzneńska została założona 31 maja 1993 r. przez papieża Jana Pawła II na podstawie konstytucji apostolskiej Pro supremi Ecclesiae Pastoris, z wydzielenia kilkuset parafii z diecezji litomierzyckiej i diecezji czeskobudziejowickiej jako sufraganię archidiecezji praskiej. Na pierwszego jej ordynariusza wybrano bpa Františka Radkovskiego.

## Biskupi
- ordynariusz – bp Tomáš Holub
- Biskup senior – bp František Radkovský

## Podział administracyjny
W skład diecezji pilzneńskiej wchodzi obecnie 71 parafii, zgrupowanych w 10 dekanatach:
Dekanat domažlický – składa się z 9 parafii:
- Domažlice
- Horšovský Týn
- Kdyně
- Klenčí pod Čerchovem
- Koloveč
- Milavče
- Mrákov
- Poběžovice
- Staňkov

Dekanat chebský – składa się z 8 parafii:
- Aš
- Franciszkowe Łaźnie
- Cheb
- Mariańskie Łaźnie
- Milhostov
- Skalná
- Teplá
- Teplá-Klášter

Dekanat karlovarský – składa się z 12 parafii:
- Bečov nad Teplou
- Bochov
- Jachymów
- Karlowe Wary-Rybáře
- Karlovy Vary-Stará Role
- Karlovy Vary, św. Marii Magdaleny
- Nejdek
- Ostrov
- Stanovice
- Toužim
- Vejprty
- Žlutice

Dekanat klatovský – składa się z 5 parafii:
- Klatovy
- Neurazy
- Nýrsko
- Plánice
- Švihov

Dekanat Pilzno-miasto (Plzeň-město) – składa się z 7 parafii:
- Pilzno-Bory
- Pilzno-Litice
- Pilzno-Lobzy
- Pilzno-Severní předměstí
- Pilzno-Slovany
- Pilzno-Západ
- Pilzno, katedra św. Bartłomieja

Dekanat Pilzno-Południe (Plzeň-jih) – składa się z 9 parafii:
- Blovice
- Dobřany
- Holýšov
- Merklín
- Přeštice
- Spálené Poříčí
- Starý Plzenec
- Stod
- Žinkovy

Dekanat Pilzno-Północ (Plzeň-sever) – składa się z 10 parafii:
- Dolní Bělá
- Dýšina
- Jesenice
- Kralovice
- Ledce u Plzně
- Lubenec
- Manětín
- Město Touškov
- Nýřany
- Plasy

Dekanat rokycanský – składa się z 2 parafii:
- Rokycany
- Zbiroh

Dekanat sokolovský – składa się z 5 parafii:
- Chlum Svaté Maří
- Chodov
- Kraslice
- Loket nad Ohří
- Sokolov

Dekanat tachovský – składa się z 6 parafii:
- Bor u Tachova
- Kladruby u Stříbra
- Konstantinovy Lázně
- Planá u Mariánských Lázní
- Stříbro
- Tachov

## Główne świątynie
- Katedra św. Bartłomieja w Pilźnie

## Patroni
- błogosławiony Hroznata (ok. 1160-1217) – czeski męczennik